# Mairiporã
Mairiporã este un oraș în São Paulo (SP), Brazilia.